# Graça ao Vivo
Graça ao Vivo é o quarto álbum ao vivo do cantor Paulo César Baruk, lançado em junho de 2016 pela gravadora Sony Music Brasil.
A gravação contou com as participações dos cantores Lito Atalaia, Daniela Araújo, Juliano Son, Leonardo Gonçalves, Samuel Mizrahy e Thiago Grulha. O repertório contem músicas inéditas e regravações, principalmente do álbum Graça.
Sua versão digital compreende um álbum duplo, com a inclusão de músicas exclusivas, como a regravação de "Senhor do Tempo", do álbum Entre (2013). O projeto, em formato físico, teve o número de faixas reduzido para caber em um único disco.
| Críticas profissionais | Críticas profissionais |
| Avaliações da crítica  | Avaliações da crítica  |
| Fonte                  | Avaliação              |
| ---------------------- | ---------------------- |
| Super Gospel           | [ 4 ]                  |

## Faixas
1. "Graça Soberana"
2. "Sobre a Graça"
3. "Eu Vou"
4. "Porque Ele Vive"
5. "Louvor e Honra"
6. "Tu És o Meu Deus"
7. "Senhor Eu Preciso"
8. "Perdão"
9. "Nele Você Pode Confiar"
10. "Ele Continua Sendo Bom"
11. "Santo Espírito"
12. "Até que Nada Mais me Importe"
13. "Sob o Seu Olhar"
14. "É de Coração"
15. "Assim eu Sou"
16. "Requisito"
17. "Nossa Riqueza"